# Jiuzhou (köpinghuvudort i Kina, Hainan Sheng, lat 19,77, long 110,41)
Jiuzhou är en köpinghuvudort i Kina. Den ligger i provinsen Hainan, i den södra delen av landet, omkring 31 kilometer söder om provinshuvudstaden Haikou. Antalet invånare är 23 243. Befolkningen består av 11 003 kvinnor och 12 240 män. Barn under 15 år utgör 23,0 %, vuxna 15-64 år 65 %, och äldre över 65 år 10,0 %.
Runt Jiuzhou är det tätbefolkat, med 343 invånare per kvadratkilometer. Närmaste större samhälle är Dongshan, 18,2 km väster om Jiuzhou. I omgivningarna runt Jiuzhou växer huvudsakligen savannskog.
Genomsnittlig årsnederbörd är 2 382 millimeter. Den regnigaste månaden är juli, med i genomsnitt 350 mm nederbörd, och den torraste är januari, med 21 mm nederbörd.